# Saint-Trivier-de-Courtes
Saint-Trivier-de-Courtes là một xã ở tỉnh Ain, vùng Auvergne-Rhône-Alpes thuộc miền đông nước Pháp.